# POCスポーツ
POCスポーツ （またはPOC）は、スキーやスノーボード、その競技に使用するヘルメット、サイクリングヘルメット、パンツ、サングラスを製造、販売するスウェーデンの企業、およびブランド名。2004年にStefan Ytterbornによって創業された 。

## スポンサード
POCは、以下のアスリートのスポンサーを行っている。（日本語版記事のあるアスリートのみ抜粋）
- ライダー・ヘシェダル
- グスタヴ・ラーション
- ボディー・ミラー